# Rhytidanthera magnifica
Rhytidanthera magnifica är en tvåhjärtbladig växtart som först beskrevs av Henry Allan Gleason, och fick sitt nu gällande namn av John Duncan Dwyer. Rhytidanthera magnifica ingår i släktet Rhytidanthera och familjen Ochnaceae. Inga underarter finns listade i Catalogue of Life.